# Japan Open Tennis Championships 2015
Il Japan Open Tennis Championships 2015, noto come Rakuten Japan Open Tennis Championships 2015 per motivi di sponsorizzazione, è stato un torneo di tennis giocato su campi in cemento all'aperto. È stata la 43ª edizione dei Japan Open Tennis Championships e faceva parte del circuito ATP World Tour 500 series nell'ambito dell'ATP World Tour 2015. Gli incontri si sono svolti all'Ariake Coliseum di Tokyo, Giappone, dal 5 all'11 ottobre 2015.

## Partecipanti ATP

### Teste di serie
| Nazionalità | Giocatore       | Ranking* | Testa di serie |
| ----------- | --------------- | -------- | -------------- |
| Svizzera    | Stan Wawrinka   | 4        | 1              |
| Giappone    | Kei Nishikori   | 5        | 2              |
| Francia     | Gilles Simon    | 10       | 3              |
| Francia     | Richard Gasquet | 11       | 4              |
| Sudafrica   | Kevin Anderson  | 12       | 5              |
| Croazia     | Marin Čilić     | 14       | 6              |
| Spagna      | Feliciano López | 17       | 7              |
| Bulgaria    | Grigor Dimitrov | 19       | 8              |

* Ranking al 28 settembre 2015.

### Altri partecipanti
I seguenti giocatori hanno ricevuto una wildcard per il tabellone principale:
- Tatsuma Itō
- Yoshihito Nishioka
- Yasutaka Uchiyama

I seguenti giocatori sono passati dalle qualificazioni:

- Matthew Ebden
- Austin Krajicek
- Donald Young
- Mikhail Youzhny

## Punti e montepremi

### Distribuzione dei punti
| Torneo    | V   | F   | SF  | QF | 2T | 1T   | Q    | Q2   | Q1   |
| Singolare | 500 | 300 | 180 | 90 | 45 | 0    | 20   | 10   | 0    |
| Doppio    | 500 | 300 | 180 | 90 | 0  | N.D. | N.D. | N.D. | N.D. |

### Montepremi
| Torneo    | V         | F         | SF       | QF       | 2T       | 1T     | Q2     | Q1    |
| Singolare | 306 200 $ | 138 000 $ | 65 400 $ | 31 555 $ | 16 100 $ | 8850 $ | 1000 $ | 550 $ |
| Doppio    | 90 640 $  | 40 810 $  | 19 240 $ | 9300 $   | 4780 $   | N.D.   | N.D.   | N.D.  |

## Campioni

### Singolare
Stan Wawrinka ha sconfitto in finale  Benoît Paire per 6–2, 6–4.
- È l'undicesimo titolo in carriera per Wawrinka, il quarto del 2015.

### Doppio
Raven Klaasen /  Marcelo Melo hanno sconfitto in finale  Juan Sebastián Cabal /  Robert Farah per 7–6(5), 3–6, [10–7].